# Al-Talaba
al-Talaba är en fotbollsklubb från Bagdad i Irak. De spelar i den irakiska högstaligan och har blåa dräkter. Berömda spelare spelare som fostrats i klubben är Hussein Saeed, Habib Jafar, Younis Mahmoud, Bassim Abbas och Mahdi Karim. Klubben har vunnit irakiska ligan fem gånger, senast 2002.